# NGC 2958
NGC 2958 ist eine spiralförmige Radiogalaxie vom Hubble-Typ Sbc im Sternbild Löwe nördlich der Ekliptik. Sie ist schätzungsweise 292 Millionen Lichtjahre von der Milchstraße entfernt und hat einen Durchmesser von etwa 110.000 Lichtjahren. Vom Sonnensystem aus entfernt sich die Galaxie mit einer errechneten Radialgeschwindigkeit von näherungsweise 6.600 Kilometern pro Sekunde.
Die Typ-II-Supernova SN 2000I wurde hier beobachtet.
Im selben Himmelsareal befinden sich unter anderem die Galaxien PGC 27630, PGC 1399036, PGC 1399412, PGC 1403673.
Das Objekt wurde am 7. März 1877 von dem Astronom Edouard Stephan entdeckt.